# Laphria doryca
Laphria doryca là một loài ruồi trong họ Asilidae. Laphria doryca được Boisduval miêu tả năm 1835. Loài này phân bố ở miền Australasia.